# 孤狼人格
“孤狼”是英文lone wolf的翻譯。

## 動物
在動物界，“孤狼”一詞通常指單獨生存而非群體生存的狼。老狼可能由於被新首領逐出狼群而成為孤狼，而1到4歲的壯年狼，可能由於無力公開挑戰狼群首領而離開狼群，獨自尋找新領地，因而成為孤狼。孤狼可能比一般的狼更具攻擊性，體格也更強壯。但是由於孤軍作戰，孤狼通常無力獵食比牠更大的動物（例如熊），因此牠們更常獵食比牠們更小的動物，或者乾脆以殘羹剩飯充飢。
大部份孤狼都會孤獨終老，但有時一隻孤狼可能會找到一隻異性孤狼，並且建立新狼群。

## 人格
用於描述人格時，“孤狼”一詞通常指傾向於獨立行事的人。在文學作品中，被定型為孤狼的角色，通常孤傲不群，或者在情緒上無法或者不願意直接和其他角色溝通。
對於孤狼人格的成見包括：性格認真而黑暗、沈默寡言、並以此將自己和其他人區分開來。

### 群體孤狼
“群體孤狼”一詞，通常形容一個人屬於某個群體，但並不和其他成員由密切溝通，並且通常不願意參與社交活動；也可以形容一個自己一個人度過大部份時間的人。
這個詞也可以用在軍事方面：形容一個人我行我素，堅持獨立工作或執行任務，拒絕與其他隊員合作，有時甚至可能不按計劃行事，以使自己能夠一個人完成任務。